# Merl Lindsay
Merl Lindsay, geboren als Merle Lindsay Salathiel (Oklahoma City, 12 december 1915 - 12 oktober 1965), was een Amerikaanse countrymuzikant.

## Jeugd
Merl Lindsay werd geboren als een van acht kinderen. Hij groeide op in een muzikale familie. Zijn ouders bespeelden instrumenten en meerdere broers/zussen werden later eveneens professionele muzikanten. Zijn vader was eigenaar van een danszaal in Oklahoma City, waarin Lindsay vanaf 1936 speelde met zijn vader.

## Carrière
Twee jaar later formeerde hij zijn eigen band The Barnyard Boys, waarmee hij in 1941 naar Californië verhuisde. Daar wijzigde hij zijn naam van Merle Salathiel naar Merle Lindsay en hernoemde hij zijn band in The Oklahoma Night Riders. Aan de westkust kon hij zijn populariteit sterk verhogen en werd hij snel tot een vaste grootheid in het daar bestaande countrycircuit. In Compton trad hij regelmatig op in zijn eigen danszaal en was hij te horen via de radiozenders KMTR (Los Angeles) en KXLA (Pasadena). Bovendien werkte Lindsay mee in enkele westerns van de muzikant en acteur Jimmy Wakely. In februari 1946 namen Lindsay en de Oklahoma Night Riders hun eerste platen op voor 4 Star Records in Hollywood. In juni 1946 volgde een verdere sessie voor 4 Star Records. Toen Lindsay in Californië werkte, waren muzikanten als Jimmy Pruett (piano) en Terry Fell (contrabas) leden van zijn band.
In 1947 verplaatste Lindsay zijn basis weer naar Oklahoma City, waar hij met de Oklahoma Night Riders was te horen via WKY en waar hij vervolgens ook optrad in zijn vaders danszaal. Toen deze nog in hetzelfde jaar afbrandde, was hij te vinden in verschillende andere zalen in de omgeving, voordat hij zijn eigen Lindsay Land Ballroom opende. Kort na zijn aankomst in Oklahoma City maakte hij met zijn band verdere opnamen voor Bullet Records. Naast radio-optredens kreeg hij ook een eigen tv-show. In 1957 werd hij samen met zijn band als huisband gecontracteerd door Red Foley voor diens show Ozark Jubilee, waarop Lindsay de bandnaam wijzigde naar Ozark Jubilee Boys. Ook werden er in 1957 steeds weer platen opgenomen bij Hu-Se-Co Records en in 1961 waagden Lindsay en zijn band zich ook aan de rock-'n-roll bij D Records. De singles voor D Records waren Lindsay's laatste opnamen.

## De Oklahoma Night Riders
De Oklahoma Night Riders hadden tussen 1941 en hun ontbinding veel getalenteerde muzikanten als lid, die bijvoorbeeld ook speelden voor Bob Wills, Johnnie Lee Wills, Leon McAuliffe en Hank Thompson. Wanda Jackson en Norma Jean begonnen hun carrière als zangeressen van de Oklahoma Night Riders. Lindsay zelf speelde fiddle in de band en zong af en toe.

## Onderscheidingen
Lindsay werd in 1992 postuum opgenomen in de Western Swing Society Hall of Fame.

## Overlijden
Merl Lindsay overleed in 1965 op 49-jarige leeftijd aan de gevolgen van kanker in zijn woonplaats Oklahoma City en werd bijgezet op het Sunnylane Cemetery in Del City.

## Discografie

### Singles
4 Star Records
- 1946: Me Shimmy Shakin' Daddy / Please, Don't Turn Your Back on Me
- 1946: Gotta Little Red Wagon / Don't Break Your Heart for My Sake
- 1946: Water Baby Blues / Mammy's Lullaby
- 1946: We've Said Goodbye / As Cotton Sack Drag
- 1948: Lonesome Okie Going Home / Don't Say Goodbye
- 1948: You Can Be True, Dear / Baby Buggy Boogie

Bullet Records
- 1947: When You Come Home Again / It's Been Too Late Too Long
- 1947: What's to Become of Me / You Laughed at My Tears
- 1947: Old Timey Christmas / Safety Pin Rag Bullet
- 1948: A Plain Talkin' Man from the West / Your Troubles are My Troubles

Skyline Records
- 1949: (?)Rendezvous with a Rose / Is It True

Cormac Records
- 1950: Slidin' Steel / Blue Mary
- 1950: Is It Too Late to Say I'm Sorry? / Stealin' Sugar
- 1950: Calico Heart / Lindsay Waltz
- 1950: Pink Champagne / A Little Bit Old Fashioned

MGM Records
- 1950: Is It Too Late to Say I'm Sorry? / Stealin' Sugar (herpublicatie door Cormac)
- 1950: Mog Rag Boogie / All Over Nothing at All

Staff Records
- 1951: (?)Turner Turnpike / I Live for You
- 1951: (?)Spanish Eyes / Don't Let Go

Mercury Records
- 1952: Empty Mansions / You Crossed Your Fingers (While I Crossed My Heart)
- 1952: Grade "A" Pasteurized / Eager Beaver
- 1953: Singing Water Baby Blues / Cotton Pickin' Boogie

Hu-Se-Co Records
- 1957: Gonna Learn to Rock / Tonight's the Night for Love (met Doyle Madden)

Shasta Records
- 1959: Born to Lose / Tight Slacks
- 1959: Pistol Packin' Mama / The Saddest Eyes

D Records
- 1958: Stealin' Sugar / Hoy Ray
- 1959: Stolen Kisses / Is It Too Late
- 1960: Picks and Bows / Let's Go Dancing
- 1960: Hey Hey Little Boy / Rockin' Water Baby
- 1960: DJ's Hop / Water Baby Ride / Turnpike Cruise / Mean Time (EP)
- 1962: Tied to the Bottle / She's the One for Me

Onbekend label
- ####: Californio / Tarantula

Verdere opnamen
- 1947: Spanish Polka (niet gepubliceerd)
- 1949: (?)Water Baby Blues
- 1949: Steel Guitar Rag
- 1949: Sentimental Journey
- 1949: Lonesome Hearted Blues
- 1949: One Sweet Letter from You
- 1949: Lindsay Waltz
- 1949: Your Heart is Breaking Too
- 1950: Orange Colored Sky (radio-opname)
- 1959: Meanwhile (niet gepubliceerd)
- 1959: I'm Tired of Writing Letters (niet gepubliceerd)

- Bibliothèque nationale de France: cb14199576j (data)
- International Standard Name Identifier: 0000 0000 0125 269X
- Library of Congress Control Number: no2006114008
- MusicBrainz: f0937c13-024f-45f5-a195-2626c8640c3d
- Virtual International Authority File: 64217025